# Italia en los Juegos Olímpicos de Lake Placid 1980
Italia estuvo representada en los Juegos Olímpicos de Lake Placid 1980 por un total de 46 deportistas que compitieron en 8 deportes.  
El portador de la bandera en la ceremonia de apertura fue el esquiador alpino Gustav Thöni.

## Medallistas
El equipo olímpico italiano obtuvo las siguientes medallas:
| Nombre                        | Deporte | Competición  |
| ----------------------------- | ------- | ------------ |
| Oro                           |         |              |
| —                             |         |              |
| Plata                         |         |              |
| Paul Hildgartner              | Luge    | Individual M |
| Peter Gschnitzer Karl Brunner | Luge    | Doble M      |
| Bronce                        |         |              |
| —                             |         |              |